# Campeonato Mundial de Ciclismo BMX de 2021
El XXVI Campeonato Mundial de Ciclismo BMX se celebró en Papendal (Países Bajos) entre el 21 y el 22 de agosto de 2021 bajo la organización de la Unión Ciclista Internacional (UCI) y la Federación Neerlandesa de Ciclismo.
Las competiciones se realizaron en la pista de BMX del Centro Deportivo Papendal. 

## Resultados

### Masculino
| Evento          | Oro                                  | Plata                        | Bronce                      |
| --------------- | ------------------------------------ | ---------------------------- | --------------------------- |
| Carrera (22.08) | Niek Kimmann · Países Bajos · 34,337 | Sylvain André Francia 34,500 | David Graf · Suiza · 34,852 |

### Femenino
| Evento          | Oro                                 | Plata                              | Bronce                                 |
| --------------- | ----------------------------------- | ---------------------------------- | -------------------------------------- |
| Carrera (22.08) | Bethany Shriever Reino Unido 35,110 | Judy Baauw · Países Bajos · 36,375 | Laura Smulders · Países Bajos · 36,468 |

## Medallero
| Núm. | País         | Oro | Plata | Bronce | Total |
| ---- | ------------ | --- | ----- | ------ | ----- |
| 1    | Países Bajos | 1   | 1     | 1      | 3     |
| 2    | Reino Unido  | 1   | 0     | 0      | 1     |
| 3    | Francia      | 0   | 1     | 0      | 1     |
| 4    | Suiza        | 0   | 0     | 1      | 1     |
|      | TOTAL        | 2   | 2     | 2      | 6     |